# Eddy Garabito
Eddy Jorge Garabito (Santo Domingo, 2 de diciembre de 1976) es un infielder dominicano que jugó en las Grandes Ligas de Béisbol. Jugó en las mayores con los Rockies de Colorado y en las ligas menores de los Orioles de Baltimore. Actualmente juega para St. George Roadrunners de la Golden Baseball League.
En la Liga Dominicana Garabito juega para los Toros del Este, siendo una pieza fundamental en la corona nacional ganada por el equipo en 2011.